# Ceratocapsella
Ceratocapsella is een geslacht van wantsen uit de familie van de Miridae (Blindwantsen). Het geslacht werd voor het eerst wetenschappelijk beschreven door Carvalho & Schaffner in 1973.

## Soorten
Het genus bevat de volgende soorten:

- Ceratocapsella chiapaneca Carvalho & Schaffner, 1973
- Ceratocapsella longicuneata Carvalho & Schaffner, 1973
- Ceratocapsella minor Carvalho & Schaffner, 1973